# Leiodes punctulata
Leiodes punctulata är en skalbaggsart som först beskrevs av Leonard Gyllenhaal 1810.  Leiodes punctulata ingår i släktet Liodes, och familjen mycelbaggar. Arten är reproducerande i Sverige.